# Linda Bouchard
Pour les articles homonymes, voir Bouchard.
Linda Bouchard, née le 21 mai 1957 à Montréal, est une compositrice et chef d'orchestre canadienne.

## Biographie
Linda Bouchard grandit à Montréal mais étudie la musique aux États-Unis, au collège de Bennington dans le Vermont, puis au Manhattan School of Music à New York. Elle a pour professeur Harvey Sollberger (flûte), David Gilbert et Arthur Weisberg (direction d'orchestre), et Henry Brant (composition). De 1979 à 1990, elle réside à New York où elle commence sa carrière, comme compositrice et comme cheffe d'orchestre, en particulier pour des ensembles musicaux de musique nouvelle. 
En 1990, elle revient au Canada. De 1992 à 1995, elle est la première compositrice en résidence de l'Orchestre du Centre national des arts d'Ottawa. L'OCNA lui commande des œuvres pour sa tournée européenne de 1995.
Linda Bouchard compose des œuvres théâtrales, de la musique vocale, de la musique orchestrale, de la musique de chambre, de la musique pour quatuor à cordes et pour soliste. Elle réalise un disque, Pourtinade avec Kim Kashkashian (alto) et Robyn Schulkowsky (percussion). (CD ECM 1425)
Depuis 1997, Linda Bouchard vit à San Francisco. Cette année-là, elle obtient à la fois, le Prix Joseph-S.-Stauffer remis chaque année par le Conseil des Arts du Canada pour ses œuvres dans le domaine de la musique, et le Prix Opus dans la catégorie Compositeur de l'année.